# Бофен
Бофен (фр. Beaufin) — коммуна во Франции, находится в регионе Рона — Альпы. Департамент коммуны — Изер. Входит в состав кантона Матезин-Триев. Округ коммуны — Гренобль.
Код INSEE коммуны — 38031. Население коммуны на 1999 год составляло 27 человек. Населённый пункт находится на высоте от 744 до 2080 метров над уровнем моря. Муниципалитет расположен на расстоянии около 530 км юго-восточнее Парижа, 140 км юго-восточнее Лиона, 50 км юго-восточнее Гренобля. Мэр коммуны — Emmanuel Serre, мандат действует на протяжении 2008—2014 гг.
Динамика населения (INSEE):